# Campionato del mondo rally 2014

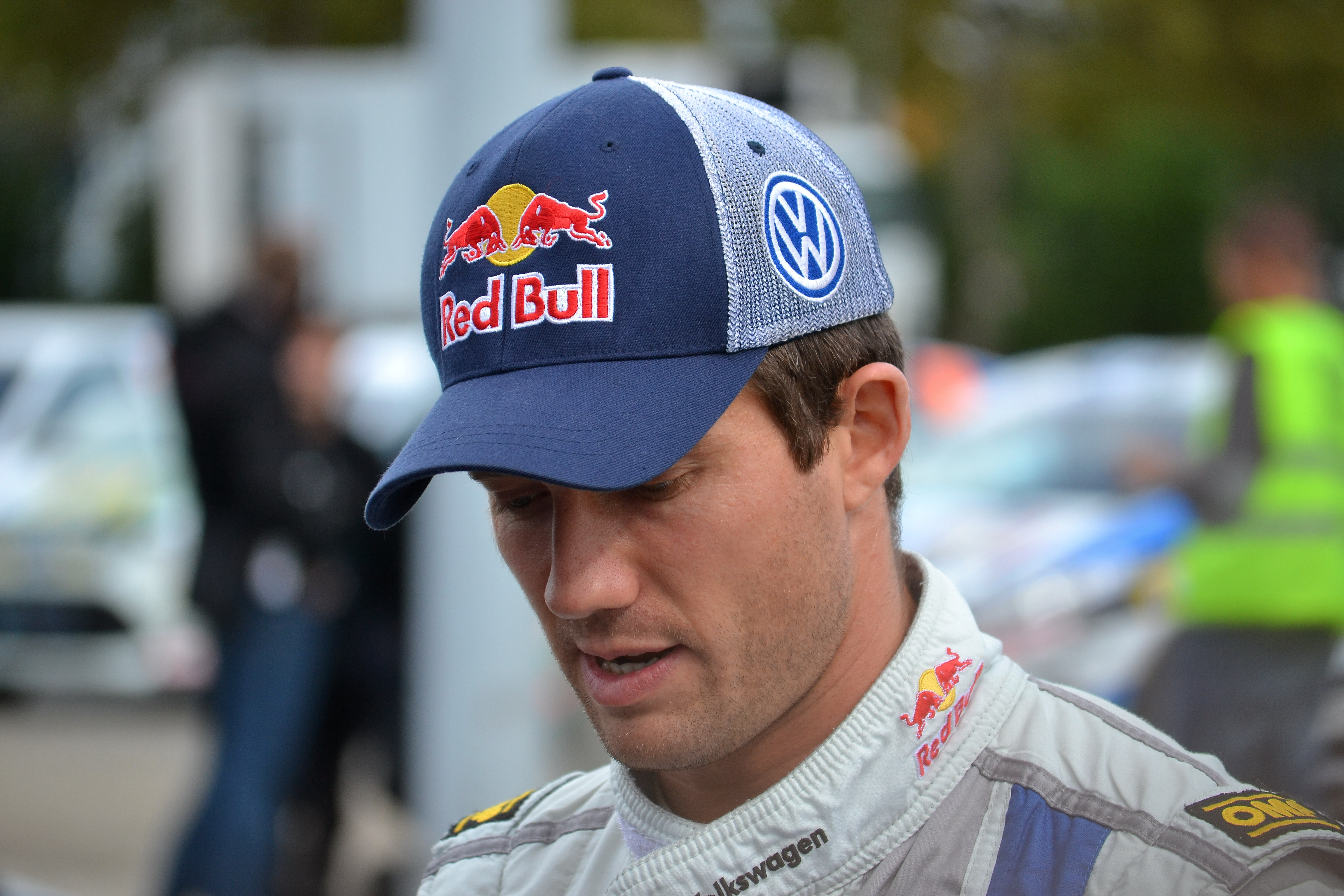
Sébastien Ogier, campione del mondo uscente

Il campionato del mondo rally 2014 è la 42ª edizione del campionato del mondo Rally. La stagione si svolge dal 16 gennaio al 16 novembre, prevedendo 13 prove in altrettanti Paesi. Saranno assegnati il titolo piloti e il titolo costruttori per la classe WRC e, come nella stagione precedente, anche per le serie WRC-2, WRC-3 e Junior WRC.
La stagione vede il ritorno della Hyundai tra i costruttori, quando la sua ultima partecipazione risaliva alla stagione 2003. Il Rally di Polonia ritorna in calendario dopo cinque anni di assenza, sostituendo il Rally dell'Acropoli.
Sébastien Ogier è il campione in carica, così come il suo team, la Volkswagen Motorsport, lo è per i costruttori. Entrambi i campionati sono stati bissati, e quindi mantenuti nel titolo di campione, nel 2014.

## Calendario
Il calendario per la stagione è stato annunciato dalla FIA il 27 settembre 2013.
La FIA decise di togliere dal calendario 2014 il Rally dell'acropoli che venne sostituito dal Rally di Polonia.
| Tappa | Data            | Rally                                    | Luogo                               | Superficie       |
| ----- | --------------- | ---------------------------------------- | ----------------------------------- | ---------------- |
| 1     | 16–18 gennaio   | 82ème Rallye Automobile Monte-Carlo      | Gap, Alte Alpi                      | Neve/asfalto     |
| 2     | 5–8 febbraio    | 62nd Rally Sweden                        | Hagfors, Värmland                   | Neve             |
| 3     | 6–9 marzo       | 28º Rally Guanajuato México              | León, Guanajuato                    | Sterrato         |
| 4     | 3–6 aprile      | 48º Vodafone Rally de Portugal           | Faro, Algarve                       | Sterrato         |
| 5     | 8–11 maggio     | 34º Rally Argentina                      | Villa Carlos Paz, Córdoba           | Sterrato         |
| 6     | 6–8 giugno      | 11º Rally d'Italia Sardegna              | Alghero, Cagliari                   | Sterrato         |
| 7     | 27–29 giugno    | 71st LOTOS Rally Poland                  | Mikołajki, Varmia-Masuria           | Sterrato         |
| 8     | 1–3 agosto      | 64th Neste Oil Rally Finland             | Jyväskylä, Finlandia centrale       | Sterrato         |
| 9     | 22–24 agosto    | 32. ADAC Rallye Deutschland              | Treviri, Renania-Palatinato         | Asfalto          |
| 10    | 12–14 settembre | 23rd Coates Hire Rally Australia         | Coffs Harbour, Nuovo Galles del Sud | Sterrato         |
| 11    | 3–5 ottobre     | Rallye de France – Alsace 2014           | Strasburgo, Alsazia                 | Asfalto          |
| 12    | 24–26 ottobre   | 50º Rally RACC Catalunya – Costa Daurada | Salou, Tarragona                    | Asfalto/sterrato |
| 13    | 14–16 novembre  | 70th Wales Rally GB                      | Deeside, Flintshire                 | Sterrato         |

## Team e piloti

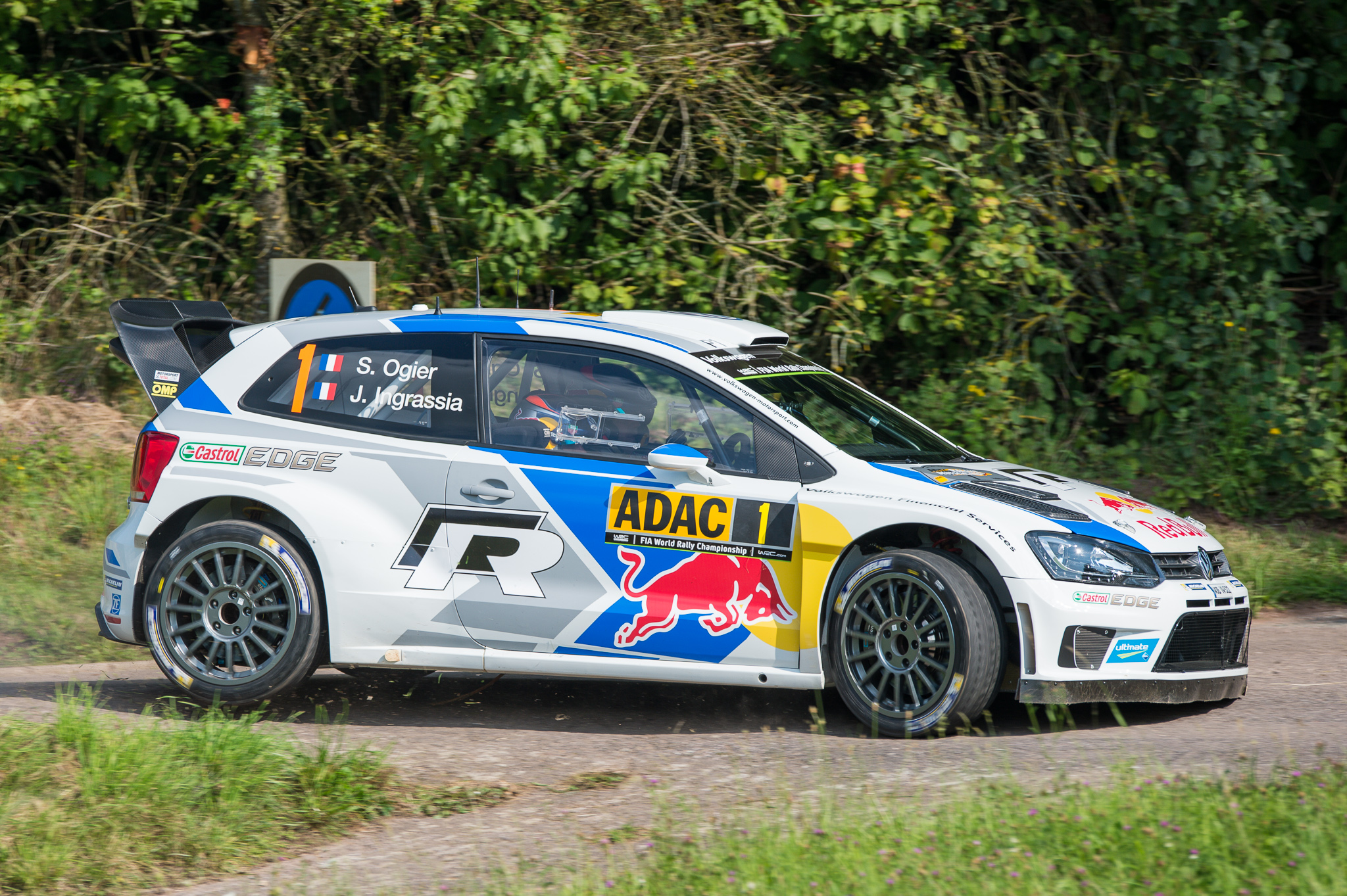
La Volkswagen Polo R WRC ufficiale al Rally di Germania 2014

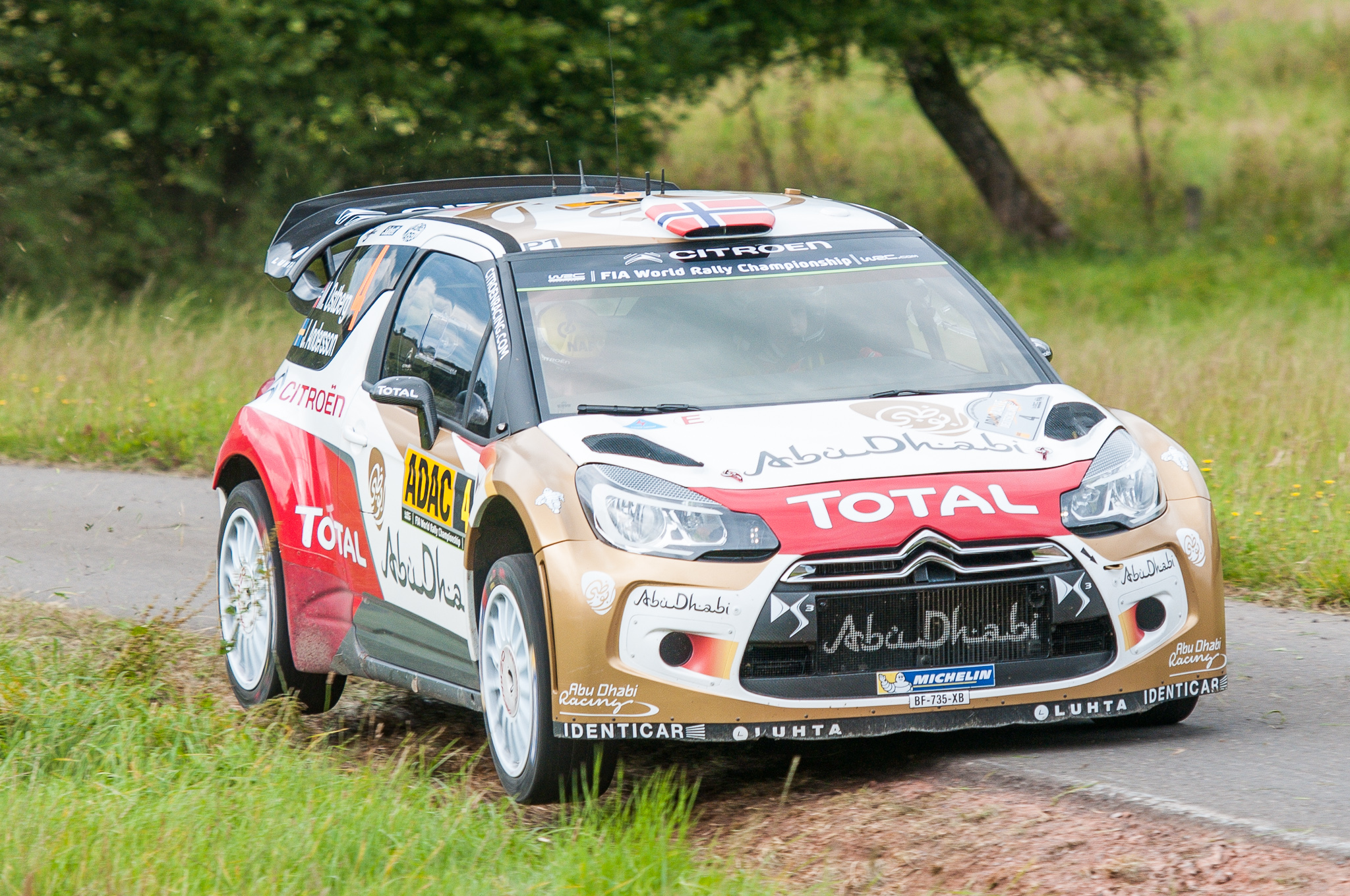
La Citroën DS3 WRC ufficiale al Rally di Germania 2014

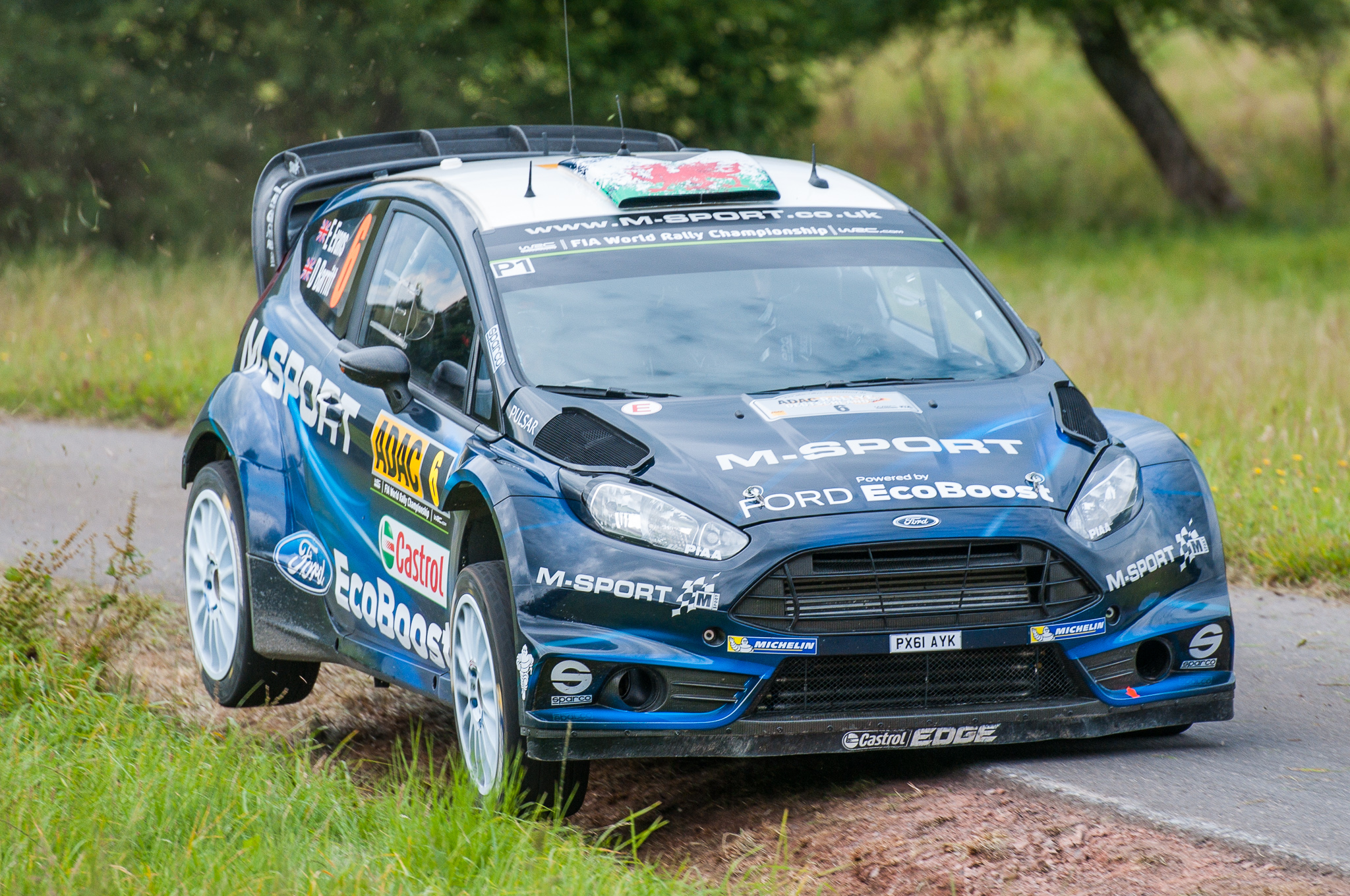
La Ford Fiesta RS WRC del team M-Sport al Rally di Germania 2014

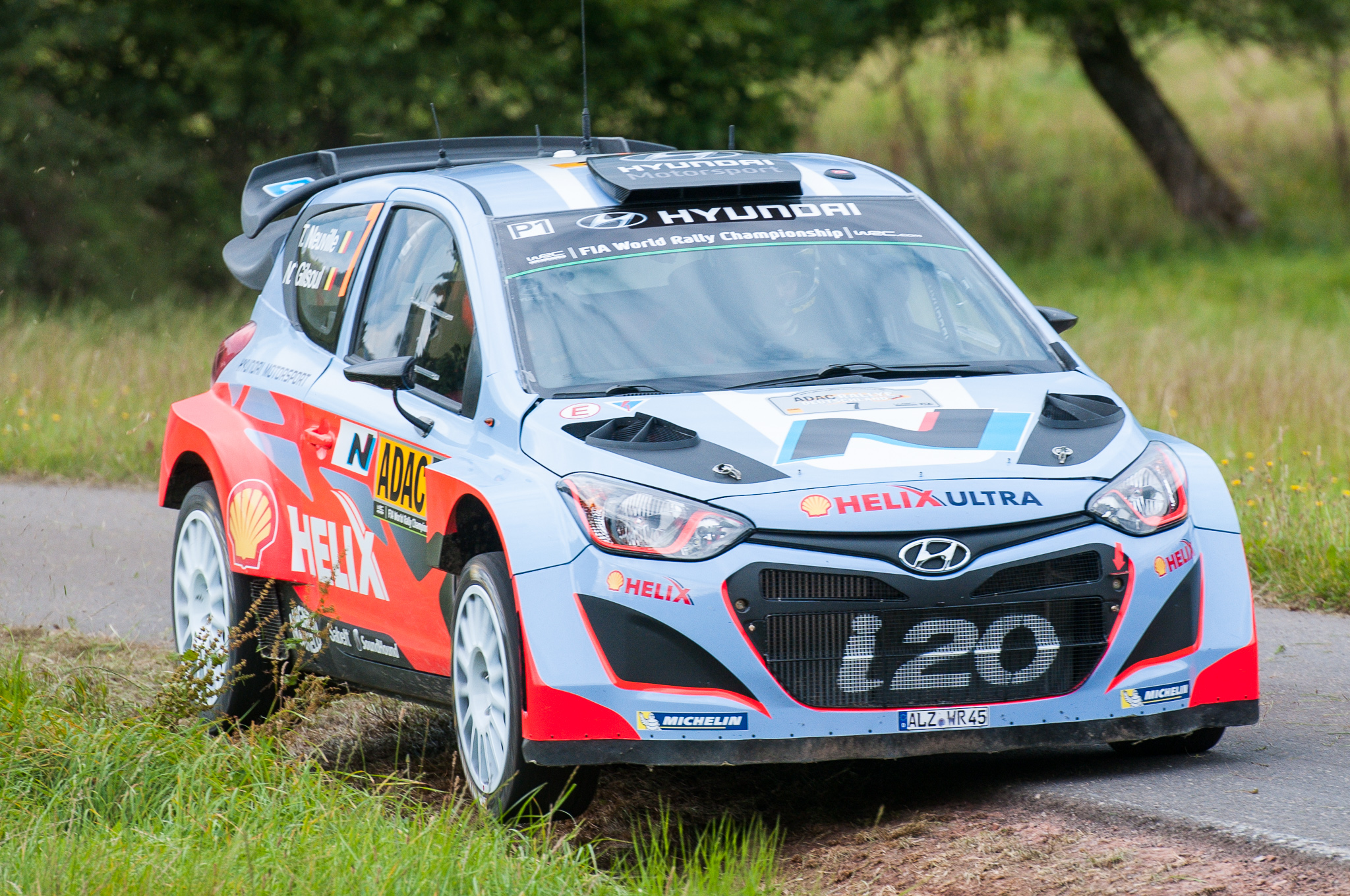
La Hyundai i20 WRC ufficiale al Rally di Germania 2014

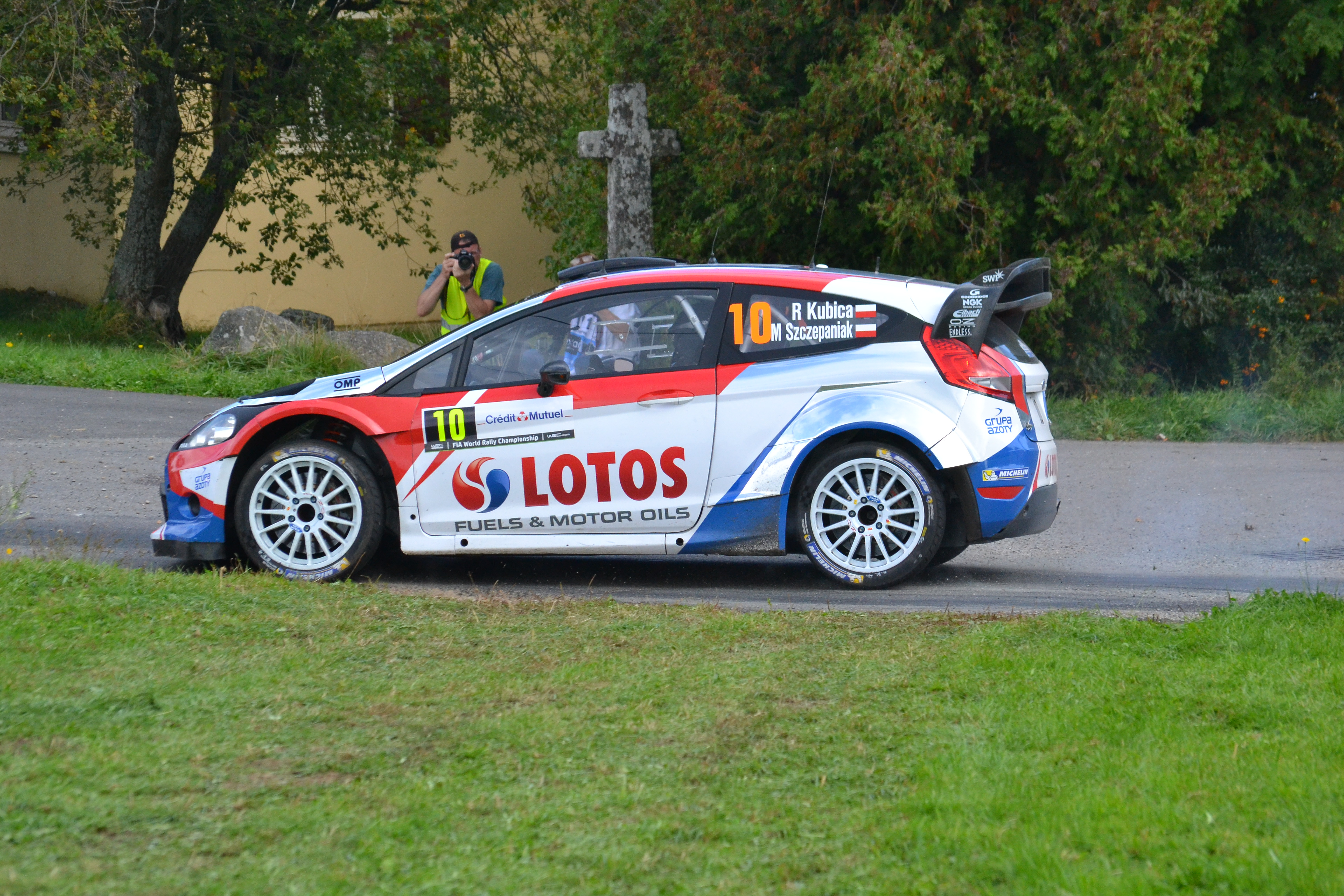
La Ford Fiesta RS WRC di Robert Kubica al Rally di Francia 2014

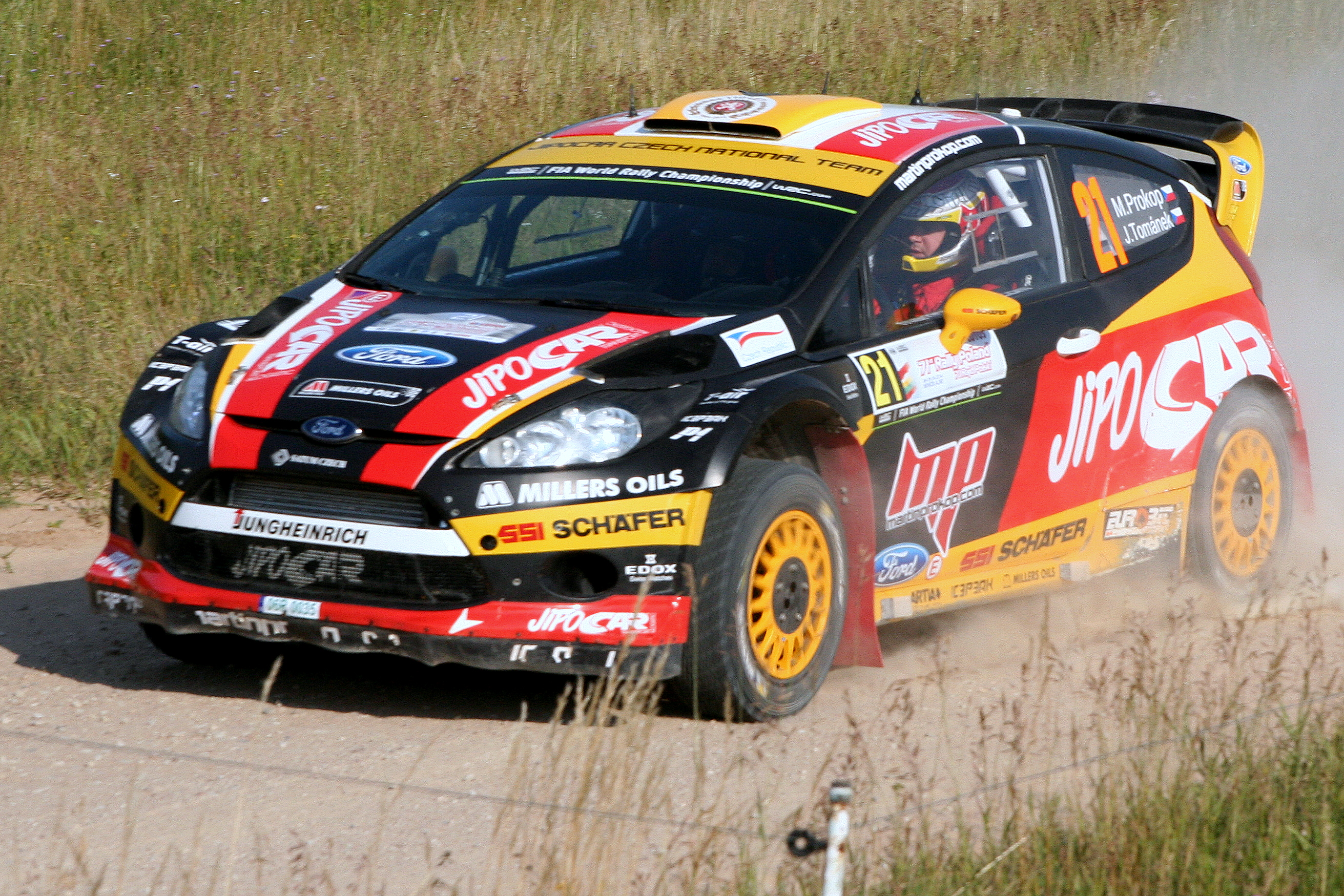
La Ford Fiesta RS WRC del Jipocar Czech National Team al Rally di Polonia 2014

| Team costruttori        | Team costruttori                         | Team costruttori | Team costruttori | Team costruttori   | Team costruttori   | Team costruttori |
| Costruttore             | Team                                     | Gomme            | N°               | Piloti             | Co-Piloti          | Gare             |
| ----------------------- | ---------------------------------------- | ---------------- | ---------------- | ------------------ | ------------------ | ---------------- |
| Volkswagen (Polo R WRC) | Volkswagen Motorsport                    | M                | 1                | Sébastien Ogier    | Julien Ingrassia   | Tutti            |
| Volkswagen (Polo R WRC) | Volkswagen Motorsport                    | M                | 2                | Jari-Matti Latvala | Miikka Anttila     | Tutti            |
| Volkswagen (Polo R WRC) | Volkswagen Motorsport II                 | M                | 9                | Andreas Mikkelsen  | Mikko Markkula     | 1–5              |
| Volkswagen (Polo R WRC) | Volkswagen Motorsport II                 | M                | 9                | Andreas Mikkelsen  | Ola Fløene         | 6–9, 11–13       |
| Citroën (DS3 WRC)       | Citroën Total Abu Dhabi World Rally Team | M                | 3                | Kris Meeke         | Paul Nagle         | Tutti            |
| Citroën (DS3 WRC)       | Citroën Total Abu Dhabi World Rally Team | M                | 4                | Mads Østberg       | Jonas Andersson    | Tutti            |
| Citroën (DS3 WRC)       | Citroën Total Abu Dhabi World Rally Team | M                | 12               | Khalid Al Qassimi  | Chris Patterson    | 2, 4, 6, 12      |
| Ford (Fiesta RS WRC)    | M-Sport World Rally Team                 | M                | 5                | Mikko Hirvonen     | Jarmo Lehtinen     | Tutti            |
| Ford (Fiesta RS WRC)    | M-Sport World Rally Team                 | M                | 6                | Elfyn Evans        | Daniel Barritt     | Tutti            |
| Ford (Fiesta RS WRC)    | RK M-Sport World Rally Team              | M                | 10               | Robert Kubica      | Maciek Szczepaniak | Tutti            |
| Ford (Fiesta RS WRC)    | Jipocar Czech National Team              | M                | 21               | Martin Prokop      | Michal Ernst       | 1                |
| Ford (Fiesta RS WRC)    | Jipocar Czech National Team              | M                | 21               | Martin Prokop      | Jan Tománek        | 2–9, 11          |
| Ford (Fiesta RS WRC)    | Jipocar Czech National Team              | P                | 21               | Martin Prokop      | Jan Tománek        | 12–13            |
| Hyundai (i20 WRC)       | Hyundai Shell World Rally Team           | M                | 7                | Thierry Neuville   | Nicolas Gilsoul    | Tutti            |
| Hyundai (i20 WRC)       | Hyundai Shell World Rally Team           | M                | 8                | Dani Sordo         | Marc Martí         | 1, 5, 9, 11–12   |
| Hyundai (i20 WRC)       | Hyundai Shell World Rally Team           | M                | 8                | Juho Hänninen      | Tomi Tuominen      | 2, 4, 6–8, 13    |
| Hyundai (i20 WRC)       | Hyundai Shell World Rally Team           | M                | 8                | Chris Atkinson     | Stéphane Prévot    | 3, 10            |
| Hyundai (i20 WRC)       | Hyundai Motorsport N                     | M                | 20               | Dani Sordo         | Marc Martí         | 4                |
| Hyundai (i20 WRC)       | Hyundai Motorsport N                     | M                | 20               | Hayden Paddon      | John Kennard       | 6–8, 10, 12–13   |
| Hyundai (i20 WRC)       | Hyundai Motorsport N                     | M                | 20               | Bryan Bouffier     | Xavier Panseri     | 9, 11            |

| Ulteriori iscritti non registrati come costruttori | Ulteriori iscritti non registrati come costruttori | Ulteriori iscritti non registrati come costruttori | Ulteriori iscritti non registrati come costruttori | Ulteriori iscritti non registrati come costruttori | Ulteriori iscritti non registrati come costruttori | Ulteriori iscritti non registrati come costruttori |
| Costruttore                                        | Team                                               | Gomme                                              | N°                                                 | Piloti                                             | Co-Piloti                                          | Gare                                               |
| -------------------------------------------------- | -------------------------------------------------- | -------------------------------------------------- | -------------------------------------------------- | -------------------------------------------------- | -------------------------------------------------- | -------------------------------------------------- |
| Citroën (DS3 WRC)                                  | Citroën Total Abu Dhabi World Rally Team           | M                                                  | 12                                                 | Khalid Al Qassimi                                  | Chris Patterson                                    | 2, 4, 6, 12                                        |
| Citroën (DS3 WRC)                                  | Armando Pereira                                    | M                                                  | 73                                                 | Armando Pereira                                    | Damien Augustin                                    | 11                                                 |
| Ford (Fiesta RS WRC)                               | M-Sport World Rally Team                           | M                                                  | 11                                                 | Bryan Bouffier                                     | Xavier Panseri                                     | 1                                                  |
| Ford (Fiesta RS WRC)                               | M-Sport World Rally Team                           | M                                                  | 11                                                 | Ott Tänak                                          | Raigo Mõlder                                       | 2, 4                                               |
| Ford (Fiesta RS WRC)                               | M-Sport World Rally Team                           | M                                                  | 11                                                 | Benito Guerra                                      | Borja Rozada                                       | 3                                                  |
| Ford (Fiesta RS WRC)                               | M-Sport World Rally Team                           | M                                                  | 11                                                 | Dennis Kuipers                                     | Robin Buysmans                                     | 9, 11                                              |
| Ford (Fiesta RS WRC)                               | M-Sport World Rally Team                           | M                                                  | 11                                                 | Michał Sołowow                                     | Maciek Baran                                       | 7                                                  |
| Ford (Fiesta RS WRC)                               | M-Sport World Rally Team                           | M                                                  | 14                                                 | Michał Sołowow                                     | Maciek Baran                                       | 2                                                  |
| Ford (Fiesta RS WRC)                               | M-Sport World Rally Team                           | M                                                  | 24                                                 | Michał Sołowow                                     | Maciek Baran                                       | 8                                                  |
| Ford (Fiesta RS WRC)                               | M-Sport World Rally Team                           | M                                                  | 12                                                 | Yuriy Protasov                                     | Pavlo Cherepin                                     | 9, 11                                              |
| Ford (Fiesta RS WRC)                               | M-Sport World Rally Team                           | M                                                  | 14                                                 | Yuriy Protasov                                     | Pavlo Cherepin                                     | 12                                                 |
| Ford (Fiesta RS WRC)                               | M-Sport World Rally Team                           | P                                                  | 15                                                 | Ken Block                                          | Alex Gelsomino                                     | 12                                                 |
| Ford (Fiesta RS WRC)                               | François Delecour                                  | M                                                  | 12                                                 | François Delecour                                  | Dominique Savignoni                                | 1                                                  |
| Ford (Fiesta RS WRC)                               | Pontus Tidemand                                    | M                                                  | 15                                                 | Pontus Tidemand                                    | Ola Fløene                                         | 2                                                  |
| Ford (Fiesta RS WRC)                               | Henning Solberg                                    | P                                                  | 15                                                 | Henning Solberg                                    | Ilka Minor                                         | 13                                                 |
| Ford (Fiesta RS WRC)                               | Henning Solberg                                    | P                                                  | 16                                                 | Henning Solberg                                    | Ilka Minor                                         | 2, 4, 6                                            |
| Ford (Fiesta RS WRC)                               | Henning Solberg                                    | D                                                  | 16                                                 | Henning Solberg                                    | Ilka Minor                                         | 7                                                  |
| Ford (Fiesta RS WRC)                               | Henning Solberg                                    | D                                                  | 19                                                 | Henning Solberg                                    | Ilka Minor                                         | 8                                                  |
| Ford (Fiesta RS WRC)                               | Craig Breen                                        | M                                                  | 17                                                 | Craig Breen                                        | Scott Martin                                       | 2                                                  |
| Ford (Fiesta RS WRC)                               | Craig Breen                                        | M                                                  | 23                                                 | Craig Breen                                        | Scott Martin                                       | 8                                                  |
| Ford (Fiesta RS WRC)                               | Slovakia World Rally Team                          | M                                                  | 22                                                 | Jaroslav Melichárek                                | Erik Melichárek                                    | 1                                                  |
| Ford (Fiesta RS WRC)                               | Slovakia World Rally Team                          | D                                                  | 22                                                 | Jaroslav Melichárek                                | Erik Melichárek                                    | 6                                                  |
| Ford (Fiesta RS WRC)                               | Slovakia World Rally Team                          | P                                                  | 22                                                 | Jaroslav Melichárek                                | Erik Melichárek                                    | 9                                                  |
| Ford (Fiesta RS WRC)                               | Lotto Team                                         | M                                                  | 22                                                 | Krzysztof Hołowczyc                                | Łukasz Kurzeja                                     | 7                                                  |
| Ford (Fiesta RS WRC)                               | Jarkko Nikara                                      | P                                                  | 22                                                 | Jarkko Nikara                                      | Jarkko Kalliolepo                                  | 8                                                  |
| Ford (Fiesta RS WRC)                               | Julien Maurin                                      | P                                                  | 22                                                 | Julien Maurin                                      | Nicolas Klinger                                    | 11                                                 |
| Ford (Fiesta RS WRC)                               | Drive DMACK                                        | D                                                  | 22                                                 | Ott Tänak                                          | Raigo Mõlder                                       | 13                                                 |
| Ford (Fiesta RS WRC)                               | Sam Moffett                                        | P                                                  | 23                                                 | Sam Moffett                                        | James O'Reilly                                     | 9                                                  |
| Volkswagen (Polo R WRC)                            | Volkswagen Motorsport II                           | M                                                  | 9                                                  | Andreas Mikkelsen                                  | Ola Fløene                                         | 10                                                 |

### Iscritti WRC-2
| Team                         | Pilota               | Co-Pilota              | Auto                         | Gare                |
| ---------------------------- | -------------------- | ---------------------- | ---------------------------- | ------------------- |
| Darnytsa Motorsport          | Yuriy Protasov       | Pavlo Cherepin         | Ford Fiesta R5               | 1–5                 |
| Darnytsa Motorsport          | Yuriy Protasov       | Pavlo Cherepin         | Ford Fiesta RRC              | 6, 8, 10            |
| Stohl Racing                 | Armin Kremer         | Klaus Wicha            | Ford FIesta RRC              | 1                   |
| Baumschlager Rallye & Racing | Armin Kremer         | Klaus Wicha            | Škoda Fabia S2000            | 9                   |
| www.Rallyproject.com srl     | Max Rendina          | Mario Pizzuti          | Mitsubishi Lancer Evo X      | 1–8, 10, 12–13      |
| www.Rallyproject.com srl     | Christoph Brugger    | Jürgen Heigl           | Mitsubishi Lancer Evo X      | 11                  |
| www.Rallyproject.com srl     | Benito Guerra        | Borja Rozada           | Mitsubishi Lancer Evo X      | 12–13               |
| J-Motorsport                 | Jourdan Serderidis   | Morgane Rose           | Ford Fiesta R5               | 1–2                 |
| J-Motorsport                 | Jourdan Serderidis   | Frédéric Miclotte      | Ford Fiesta R5               | 7, 10–13            |
| Team 2B Yacco                | Julien Maurin        | Nicolas Klinger        | Ford Fiesta RRC              | 1, 4                |
| Team 2B Yacco                | Julien Maurin        | Nicolas Klinger        | Ford Fiesta R5               | 6, 9, 12            |
| CA1 Sport Ltd                | Robert Barrable      | Stuart Loudon          | Ford Fiesta R5               | 1, 4, 12            |
| FWRT s.r.l.                  | Lorenzo Bertelli     | Mitia Dotta            | Ford Fiesta R5               | 1–4, 8–9, 12–13     |
| FWRT s.r.l.                  | Lorenzo Bertelli     | Mitia Dotta            | Ford Fiesta RRC              | 5–6, 10             |
| Yazeed Racing                | Yazeed Al Rajhi      | Michael Orr            | Ford Fiesta RRC              | 2, 6–8, 10, 12      |
| Yazeed Racing                | Matthew Wilson       | Scott Martin           | Ford Fiesta RRC              | 13                  |
| Drive DMACK                  | Jari Ketomaa         | Kaj Lindström          | Ford Fiesta R5               | 2, 4–5, 7–8, 10, 13 |
| Drive DMACK                  | Fredrik Åhlin        | Morten Erik Abrahamsen | Ford Fiesta R5               | 2, 4                |
| Drive DMACK                  | Ott Tänak            | Raigo Mõlder           | Ford Fiesta R5               | 3, 5–10             |
| Drive DMACK                  | Quentin Gilbert      | Renaud Jamoul          | Ford Fiesta R5               | 3, 5–6              |
| Drive DMACK                  | Eyvind Brynildsen    | Anders Fredriksson     | Ford Fiesta RRC              | 8                   |
| Anders Grøndal Rally Team    | Anders Grøndal       | Roger Eilertsen        | Subaru Impreza WRX STI       | 2                   |
| Eurolamp World Rally Team    | Valeriy Gorban       | Volodymyr Korsia       | Mini John Cooper Works S2000 | 2, 4, 6–8, 12–13    |
| Eurolamp World Rally Team    | Oleksiy Kikireshko   | Kuldar Sikk            | Mini John Cooper Works S2000 | 12                  |
| Printsport Racing            | Karl Kruuda          | Martin Järveoja        | Ford Fiesta S2000            | 2, 4, 12–13         |
| Tagai Racing Technology      | Karl Kruuda          | Martin Järveoja        | Peugeot 208 T16              | 6–8                 |
| Porto Cervo Racing Team      | Giuseppe Dettori     | Carlo Pisano           | Mitsubishi Lancer Evo IX     | 2, 6                |
| G.B. Motors                  | Gianluca Linari      | Nicola Arena           | Subaru Impreza WRX STI       | 2–3, 6              |
| G.B. Motors                  | Gianluca Linari      | Danilo Fappani         | Subaru Impreza WRX STI       | 5                   |
| ABR Paraguay by Astra        | Augusto Bestard      | Fernando Mendonca      | Mitsubishi Lancer Evo X      | 3                   |
| ABR Paraguay by Astra        | Augusto Bestard      | Enrique Fratta         | Mitsubishi Lancer Evo X      | 5                   |
| Puma Rally Team              | Abdulaziz Al-Kuwari  | Killian Duffy          | Ford Fiesta RRC              | 3–6                 |
| M-Sport                      | Nicolás Fuchs        | Fernando Mussano       | Ford Fiesta RRC              | 3, 5                |
| M-Sport                      | Nicolás Fuchs        | Fernando Mussano       | Ford Fiesta R5               | 6–7, 12–13          |
| M-Sport                      | Quentin Gilbert      | Renauld Jamoul         | Ford Fiesta R5               | 11, 13              |
| Qatar World Rally Team       | Nasser Al-Attiyah    | Giovanni Bernacchini   | Ford Fiesta RRC              | 4–6, 9–10, 12–13    |
| RMC Motorsport               | Nicolás Fuchs        | Fernando Mussano       | Ford Fiesta R5               | 4                   |
| RMC Motorsport               | Juan Carlos Alonso   | Juan Pablo Monasterolo | Mitsubishi Lancer Evo X      | 4, 6–8, 12–13       |
| RMC Motorsport               | Juan Carlos Alonso   | Juan Pablo Monasterolo | Mitsubishi Lancer Evo IX     | 5                   |
| M-Sport World Rally Team     | Pontus Tidemand      | Ola Fløene             | Ford Fiesta R5               | 4                   |
| M-Sport World Rally Team     | Pontus Tidemand      | Emil Axelsson          | Ford Fiesta R5               | 9                   |
| M-Sport World Rally Team     | Pontus Tidemand      | Patrik Barth           | Ford Fiesta R5               | 11                  |
| AT Rally Team                | Bernardo Sousa       | Hugo Magalhães         | Ford Fiesta RRC              | 4, 6–7, 9, 11–13    |
| AT Rally Team                | Martin Kangur        | Andres Ots             | Ford Fiesta S2000            | 4, 6                |
| AT Rally Team                | Martin Kangur        | Pawel Drahan           | Ford Fiesta S2000            | 7                   |
| AT Rally Team                | Martin Kangur        | Kuldar Sikk            | Ford Fiesta S2000            | 13                  |
| Bosowa Rally Team            | Subhan Aksa          | Nicola Arena           | Ford Fiesta RRC              | 4, 10               |
| Bosowa Rally Team            | David Bogie          | Kevin Rae              | Ford Fiesta R5               | 13                  |
| Skydive Dubai Rally Team     | Rashid Al Ketbi      | Karina Hepperle        | Ford Fiesta R5               | 4, 6–7, 9, 12       |
| A-Style Team                 | Martin McCormack     | David Moynihan         | Ford Fiesta R5               | 4, 6                |
| A-Style Team                 | Martin McCormack     | Phil Clarke            | Ford Fiesta R5               | 9                   |
| A-Style Team                 | Martin McCormack     | James Morgan           | Ford Fiesta R5               | 11                  |
| A-Style Team                 | Martin McCormack     | Dale Furniss           | Ford Fiesta R5               | 12                  |
| A-Style Team                 | Martin McCormack     | John Higgins           | Ford Fiesta R5               | 13                  |
| Vomero Racing                | Marco Vallario       | Antonio Pascale        | Mitsubishi Lancer Evo X      | 4, 6, 8             |
| Sirbb Kuwait                 | Salah Bin Eidan      | Alex Gelsomino         | Ford Fiesta R5               | 4, 6–8              |
| Saba Conpetición             | Gustavo Saba         | Diego Cagnotti         | Škoda Fabia S2000            | 5                   |
| Gatmo Motorsport             | Diego Domínguez      | Edgardo Galindo        | Ford Fiesta R5               | 5                   |
| MZR Paraguay                 | Miguel Zaldivar      | Fernando Mendonca      | Ford Fiesta R5               | 5                   |
| MZR Paraguay                 | Tom Cave             | Craig Parry            | Ford Fiesta R5               | 13                  |
| Constructora Inca            | Ramón Torres         | Marcelo Der Ohannesian | Mitsubishi Lancer Evo IX     | 5                   |
| Constructora Inca            | Ramón Torres         | José Luis Diaz         | Mitsubishi Lancer Evo IX     | 6–7                 |
| Motortune Racing             | Ala'a Rasheed        | Joseph Matar           | Ford Fiesta RRC              | 6                   |
| Top Teams by MY Racing       | Sébastien Chardonnet | Thibault de la Haye    | Citroën DS3 R5               | 6–9, 11–12          |
| Kaur Motorsport              | Egon Kaur            | Erik Lepikson          | Ford Fiesta R5               | 6–7                 |
| WAR Racing                   | Fabrizio Gini        | Gabriele Lunardi       | Subaru Impreza WRX STI       | 6                   |
| C-Rally                      | Jarosław Kołtun      | Ireneusz Pleskot       | Ford Fiesta R5               | 7, 11, 13           |
| MM Motorsport                | Oleksiy Kikireshko   | Kuldar Sikk            | Ford Fiesta R5               | 8                   |
| Top Run SRL                  | Johan Heloise        | Roberto Mometti        | Subaru Impreza WRX STI       | 11–12               |
| PH Sport                     | Stéphane Lefebvre    | Thomas Dubois          | Citroën DS3 R5               | 12–13               |

### Iscritti WRC-3 & Iscritti Junior WRC
| Nº | Team                       | Pilota              | Co-Pilota              | Auto                | Gare           |
| -- | -------------------------- | ------------------- | ---------------------- | ------------------- | -------------- |
| 51 | PH Sport                   | Quentin Gilbert     | Renaud Jamoul          | Citroën DS3 R3      | 1              |
| 55 | PH Sport                   | Quentin Giordano    | Guillaume Duval        | Citroën DS3 R3      | 4, 7–8         |
| 55 | PH Sport                   | Quentin Giordano    | Valentin Sarreaud      | Citroën DS3 R3      | 9, 11, 13      |
| 57 | PH Sport                   | Stéphane Lefebvre   | Thomas Dubois          | Citroën DS3 R3      | 4, 7–9, 11     |
| 69 | PH Sport                   | Frédéric Hauswald   | Olivier Ural           | Citroën DS3 R3      | 11             |
| 52 | Napoca Rally Academy       | Simone Tempestini   | Dorin Pulpea           | Citroën DS3 R3      | 4, 7–9, 11–13  |
| 53 | Autoralis                  | Aron Domzała        | Przemek Zawada         | Citroën DS3 R3      | 4, 7–8         |
| 53 | Autoralis                  | Aron Domzała        | Szymon Gospodarczyk    | Citroën DS3 R3      | 11, 13         |
| 54 | ADAC Team Weser-Ems e.V.   | Christian Riedemann | Lara Vanneste          | Citroën DS3 R3      | 4, 7–9, 11     |
| 56 | Styllex Motorsport         | Martin Koči         | Lukáš Kostka           | Citroën DS3 R3      | 4, 7–9, 11, 13 |
| 58 | MIS Motorsport             | Molly Taylor        | Coral Taylor           | Citroën DS3 R3      | 4              |
| 58 | MIS Motorsport             | Molly Taylor        | Sebastian Marshall     | Citroën DS3 R3      | 7–8, 13        |
| 59 | Team Jaga Motorsport       | Panikos Polykarpou  | Gerald Winter          | Citroën DS3 R3      | 4, 7           |
| 60 | Gemo Motorsport            | Sylvain Michel      | Gwenola Marie          | Citroën DS3 R3      | 4              |
| 61 | 3 Antenne Sport Racing     | Federico della Casa | Domenico Pozzi         | Citroën DS3 R3      | 4, 7–9         |
| 62 | DGM Sport                  | Alastair Fisher     | Gordon Nobre           | Citroën DS3 R3      | 4, 7–9, 11, 13 |
| 63 | Wurmbrand Racing Team      | Kornél Lukács       | Márk Mesterházi        | Citroën DS3 R3      | 4, 7–9, 11     |
| 64 | Czech National Team        | Jan Cěrný           | Pavel Kohout           | Citroën DS3 R3      | 4              |
| 65 | Glass Racing               | Simone Campedelli   | Danilo Fappani         | Citroën DS3 R3      | 4              |
| 66 | AKK Sports Team Finland    | Teemu Suninen       | Juha-Pekka Jauhiainen  | Citroën DS3 R3      | 8              |
| 67 | Abu Dhabi Racing           | Mohammed Al Mutawaa | Stephan McAuley        | Citroën DS3 R3      | 9, 12          |
| 68 | Rally Jeunes FFSA          | Eric Camilli        | Pierre-Marien Leonardi | Citroën DS3 R3      | 9              |
| 68 | Rally Jeunes FFSA          | Eric Camilli        | Maxime Vilmot          | Citroën DS3 R3      | 11             |
| 70 | Rally Jeunes FFSA          | Yohan Rossel        | Benoît Fulcrand        | Citroën DS3 R3      | 11             |
| 71 | Renault Sport Technologies | Alain Pyrame        | Julie Fuchs            | Renault Clio RS R3T | 11             |
| 71 | Renault Sport Technologies | Alain Pyrame        | David Watterlot        | Renault Clio RS R3T | 12–13          |
| 73 | Hannu's Rally Team         | Henri Haapamäki     | Marko Salminen         | Citroën DS3 R3      | 13             |

## Risultati e classifiche

### Risultati e statistiche
| Round | Nome rally                                          | Podio | Podio | Podio                             | Podio                                            | Podio     | Statistiche | Statistiche           | Statistiche | Statistiche |
| Round | Nome rally                                          | Pos.  | #     | Pilota                            | Auto                                             | Tempo     | Speciali    | Lungh.                | Partiti     | Arrivati    |
| ----- | --------------------------------------------------- | ----- | ----- | --------------------------------- | ------------------------------------------------ | --------- | ----------- | --------------------- | ----------- | ----------- |
| 1     | Rally di Monte Carlo (16–18 gennaio) — Resoconto    | 1     | 1     | Sébastien Ogier Julien Ingrassia  | Volkswagen Motorsport (Volkswagen Polo R WRC)    | 3:55:14.4 | (15) 14     | (383.88 km) 360.48 km | 62          | 40          |
| 1     | Rally di Monte Carlo (16–18 gennaio) — Resoconto    | 2     | 11    | Bryan Bouffier Xavier Panseri     | M-Sport WRT (Ford Fiesta RS WRC)                 | 3:56:33.3 | (15) 14     | (383.88 km) 360.48 km | 62          | 40          |
| 1     | Rally di Monte Carlo (16–18 gennaio) — Resoconto    | 3     | 3     | Kris Meeke Paul Nagle             | Citroën Total Abu Dhabi WRT (Citroën DS3 WRC)    | 3:57:08.7 | (15) 14     | (383.88 km) 360.48 km | 62          | 40          |
| 2     | Rally di Svezia (5–8 febbraio) — Resoconto          | 1     | 2     | Jari-Matti Latvala Miikka Anttila | Volkswagen Motorsport (Volkswagen Polo R WRC)    | 3:00:31.1 | (24) 23     | (323.54 km) 312.22 km | 39          | 30          |
| 2     | Rally di Svezia (5–8 febbraio) — Resoconto          | 2     | 9     | Andreas Mikkelsen Mikko Markkula  | Volkswagen Motorsport II (Volkswagen Polo R WRC) | 3:01:24.7 | (24) 23     | (323.54 km) 312.22 km | 39          | 30          |
| 2     | Rally di Svezia (5–8 febbraio) — Resoconto          | 3     | 4     | Mads Østberg Jonas Andersson      | Citroën Total Abu Dhabi WRT (Citroën DS3 WRC)    | 3:01:30.6 | (24) 23     | (323.54 km) 312.22 km | 39          | 30          |
| 3     | Rally del Messico (6-9 marzo) — Resoconto           | 1     | 1     | Sébastien Ogier Julien Ingrassia  | Volkswagen Motorsport (Volkswagen Polo R WRC)    | 4:27:41.8 | 22          | 399.93 km             | 26          | 23          |
| 3     | Rally del Messico (6-9 marzo) — Resoconto           | 2     | 2     | Jari-Matti Latvala Miikka Anttila | Volkswagen Motorsport (Volkswagen Polo R WRC)    | 4:28:54.4 | 22          | 399.93 km             | 26          | 23          |
| 3     | Rally del Messico (6-9 marzo) — Resoconto           | 3     | 7     | Thierry Neuville Nicolas Gilsoul  | Hyundai Shell World Rally Team (Hyundai i20 WRC) | 4:33:10.4 | 22          | 399.93 km             | 26          | 23          |
| 4     | Rally del Portogallo (3–6 aprile) — Resoconto       | 1     | 1     | Sébastien Ogier Julien Ingrassia  | Volkswagen Motorsport Volkswagen Polo R WRC      | 3:33:20.4 | 16          | 339.46 km             | 84          | 60          |
| 4     | Rally del Portogallo (3–6 aprile) — Resoconto       | 2     | 5     | Mikko Hirvonen Jarmo Lehtinen     | M-Sport WRT Ford Fiesta RS WRC                   | 3:34:03.6 | 16          | 339.46 km             | 84          | 60          |
| 4     | Rally del Portogallo (3–6 aprile) — Resoconto       | 3     | 4     | Mads Østberg Jonas Andersson      | Citroën Total Abu Dhabi WRT Citroën DS3 WRC      | 3:34:32.8 | 16          | 339.46 km             | 84          | 60          |
| 5     | Rally d'Argentina (8–11 maggio) — Resoconto         | 1     | 2     | Jari-Matti Latvala Miikka Anttila | Volkswagen Motorsport Volkswagen Polo R WRC)     | 4:41:24.8 | 14          | 405,10 km             | 29          | 23          |
| 5     | Rally d'Argentina (8–11 maggio) — Resoconto         | 2     | 1     | Sébastien Ogier Julien Ingrassia  | Volkswagen Motorsport (Volkswagen Polo R WRC)    | 4:42:51.7 | 14          | 405,10 km             | 29          | 23          |
| 5     | Rally d'Argentina (8–11 maggio) — Resoconto         | 3     | 3     | Kris Meeke Paul Nagle             | Citroën Total Abu Dhabi WRT (Citroën DS3 WRC)    | 4:47:19.5 | 14          | 405,10 km             | 29          | 23          |
| 6     | Rally d'Italia Sardegna (5–8 giugno) — Resoconto    | 1     | 1     | Sébastien Ogier Julien Ingrassia  | Volkswagen Motorsport (Volkswagen Polo R WRC)    | 4:02:37.8 | 17          | 364,50 km             | 50          | 39          |
| 6     | Rally d'Italia Sardegna (5–8 giugno) — Resoconto    | 2     | 4     | Mads Østberg Jonas Andersson      | Citroën Total Abu Dhabi WRT (Citroën DS3 WRC)    | 4:04:00.9 | 17          | 364,50 km             | 50          | 39          |
| 6     | Rally d'Italia Sardegna (5–8 giugno) — Resoconto    | 3     | 2     | Jari-Matti Latvala Miikka Anttila | Volkswagen Motorsport (Volkswagen Polo R WRC)    | 4:04:10.6 | 17          | 364,50 km             | 50          | 39          |
| 7     | Rally di Polonia (26–29 giugno) — Resoconto         | 1     | 1     | Sébastien Ogier Julien Ingrassia  | Volkswagen Motorsport (Volkswagen Polo R WRC)    | 2:34:02.0 | 24          | 362.48 km             | 50          | 66          |
| 7     | Rally di Polonia (26–29 giugno) — Resoconto         | 2     | 9     | Andreas Mikkelsen Ola Fløene      | Volkswagen Motorsport II (Volkswagen Polo R WRC) | 2:35:09.7 | 24          | 362.48 km             | 50          | 66          |
| 7     | Rally di Polonia (26–29 giugno) — Resoconto         | 3     | 7     | Thierry Neuville Nicolas Gilsoul  | Hyundai Shell World Rally Team (Hyundai i20 WRC) | 2:36:15.5 | 24          | 362.48 km             | 50          | 66          |
| 8     | Rally di Finlandia (1–3 agosto) — Resoconto         | 1     | 2     | Jari-Matti Latvala Miikka Anttila | Volkswagen Motorsport (Volkswagen Polo R WRC)    | 2:57:23.2 | 26          | 360,94 km             | 77          | 54          |
| 8     | Rally di Finlandia (1–3 agosto) — Resoconto         | 2     | 1     | Sébastien Ogier Julien Ingrassia  | Volkswagen Motorsport (Volkswagen Polo R WRC)    | 2:57:26.8 | 26          | 360,94 km             | 77          | 54          |
| 8     | Rally di Finlandia (1–3 agosto) — Resoconto         | 3     | 3     | Kris Meeke Paul Nagle             | Citroën Total Abu Dhabi WRT (Citroën DS3 WRC)    | 2:58:13.8 | 26          | 360,94 km             | 77          | 54          |
| 9     | Rally di Germania (22–24 agosto) — Resoconto        | 1     | 7     | Thierry Neuville Nicolas Gilsoul  | Hyundai Shell World Rally Team (Hyundai i20 WRC) | 3:07:20.2 | 18          | 324,31 km             | 85          | 63          |
| 9     | Rally di Germania (22–24 agosto) — Resoconto        | 2     | 8     | Dani Sordo Marc Martí             | Hyundai Shell World Rally Team (Hyundai i20 WRC) | 3:08:00.9 | 18          | 324,31 km             | 85          | 63          |
| 9     | Rally di Germania (22–24 agosto) — Resoconto        | 3     | 9     | Andreas Mikkelsen Ola Fløene      | Volkswagen Motorsport II (Volkswagen Polo R WRC) | 3:08:18.2 | 18          | 324,31 km             | 85          | 63          |
| 10    | Rally d'Australia (12–14 settembre) — Resoconto     | 1     | 1     | Sébastien Ogier Julien Ingrassia  | Volkswagen Motorsport (Volkswagen Polo R WRC)    | 2:53:18.0 | 20          | 304,34 km             | 27          | 23          |
| 10    | Rally d'Australia (12–14 settembre) — Resoconto     | 2     | 2     | Jari-Matti Latvala Miikka Anttila | Volkswagen Motorsport (Volkswagen Polo R WRC)    | 2:53:24.8 | 20          | 304,34 km             | 27          | 23          |
| 10    | Rally d'Australia (12–14 settembre) — Resoconto     | 3     | 9     | Andreas Mikkelsen Ola Fløene      | Volkswagen Motorsport II (Volkswagen Polo R WRC) | 2:54:36.0 | 20          | 304,34 km             | 27          | 23          |
| 11    | Rally d'Alsazia (3–5 ottobre) — Resoconto           | 1     | 2     | Jari-Matti Latvala Miikka Anttila | Volkswagen Motorsport (Volkswagen Polo R WRC)    | 2:38:19.1 | 18          | 303,63 km             | 91          | 75          |
| 11    | Rally d'Alsazia (3–5 ottobre) — Resoconto           | 2     | 9     | Andreas Mikkelsen Ola Fløene      | Volkswagen Motorsport II (Volkswagen Polo R WRC) | 2:39:03.9 | 18          | 303,63 km             | 91          | 75          |
| 11    | Rally d'Alsazia (3–5 ottobre) — Resoconto           | 3     | 3     | Kris Meeke Paul Nagle             | Citroën Total Abu Dhabi WRT (Citroën DS3 WRC)    | 2:39:24.4 | 18          | 303,63 km             | 91          | 75          |
| 12    | Rally di Catalogna (24–26 ottobre) — Resoconto      | 1     | 1     | Sébastien Ogier Julien Ingrassia  | Volkswagen Motorsport (Volkswagen Polo R WRC)    | 3:46:44.6 | 17          | 372,96 km             | 65          | 56          |
| 12    | Rally di Catalogna (24–26 ottobre) — Resoconto      | 2     | 2     | Jari-Matti Latvala Miikka Anttila | Volkswagen Motorsport (Volkswagen Polo R WRC)    | 3:46:55.9 | 17          | 372,96 km             | 65          | 56          |
| 12    | Rally di Catalogna (24–26 ottobre) — Resoconto      | 3     | 5     | Mikko Hirvonen Jarmo Lehtinen     | M-Sport WRT (Ford Fiesta RS WRC)                 | 3:48:26.8 | 17          | 372,96 km             | 65          | 56          |
| 13    | Rally di Gran Bretagna (13–16 novembre) — Resoconto | 1     | 1     | Sébastien Ogier Julien Ingrassia  | Volkswagen Motorsport (Volkswagen Polo R WRC)    | 3:03:08.2 | 23          | 309.86 km             | 63          | 53          |
| 13    | Rally di Gran Bretagna (13–16 novembre) — Resoconto | 2     | 5     | Mikko Hirvonen Jarmo Lehtinen     | M-Sport WRT (Ford Fiesta RS WRC)                 | 3:03:45.8 | 23          | 309.86 km             | 63          | 53          |
| 13    | Rally di Gran Bretagna (13–16 novembre) — Resoconto | 3     | 4     | Mads Østberg Jonas Andersson      | Citroën Total Abu Dhabi WRT (Citroën DS3 WRC)    | 3:04:11.8 | 23          | 309.86 km             | 63          | 53          |

### Classifiche

#### Classifica Piloti WRC
| Pos | Pilota              | MON | SWE | MEX | POR | ARG | ITA | POL | FIN | DEU | AUS | FRA | ESP | GBR | Punti |
| --- | ------------------- | --- | --- | --- | --- | --- | --- | --- | --- | --- | --- | --- | --- | --- | ----- |
| 1   | Sébastien Ogier     | 12  | 6   | 1   | 1   | 21  | 13  | 1   | 21  | Rit | 12  | 131 | 1   | 1   | 267   |
| 2   | Jari-Matti Latvala  | 51  | 12  | 2   | 142 | 13  | 32  | 53  | 12  | Rit | 21  | 13  | 21  | 81  | 218   |
| 3   | Andreas Mikkelsen   | 7   | 2   | 19  | 4   | 4   | 41  | 2   | 4   | 3   | 3   | 2   | 73  | Rit | 150   |
| 4   | Mikko Hirvonen      | Rit | 43  | 83  | 2   | 92  | Rit | 4   | 5   | 53  | 5   | 5   | 3   | 2   | 126   |
| 5   | Mads Østberg        | 4   | 31  | 9   | 3   | Rit | 2   | Rit | Rit | 6   | 16  | 7   | 4   | 3   | 108   |
| 6   | Thierry Neuville    | Rit | 28  | 3   | 7   | 5   | 16  | 3   | Rit | 12  | 7   | 8   | 6   | 42  | 105   |
| 7   | Kris Meeke          | 3   | 10  | Rit | Rit | 3   | 18  | 7   | 3   | Rit | 43  | 3   | 192 | 6   | 92    |
| 8   | Elfyn Evans         | 6   | Rit | 4   | 22  | 7   | 5   | 35  | 7   | 41  | 8   | 62  | 14  | 5   | 81    |
| 9   | Martin Prokop       | Rit | Rit | 5   | 6   | 8   | 6   | 10  | Rit | 7   |     | 10  | 8   | 9   | 44    |
| 10  | Dani Sordo          | Rit |     |     | Rit | Rit |     |     |     | 2   |     | 4   | 5   |     | 40    |
| 11  | Henning Solberg     |     | 7   |     | 5   |     | 7   | 9   | 9   |     |     |     |     | Rit | 26    |
| 12  | Bryan Bouffier      | 2   |     |     |     |     |     | 14  |     | Rit |     | 9   |     |     | 20    |
| 13  | Juho Hänninen       |     | 19  |     | 8   |     | Rit | 6   | 6   |     |     |     |     | 30  | 20    |
| 14  | Hayden Paddon       |     |     |     |     |     | 12  | 8   | 8   |     | 6   |     | 9   | 10  | 19    |
| 15  | Ott Tänak           |     | 5   | 15  | Rit | 17  | 21  | 11  | 12  | 10  | Rit |     |     | 7   | 17    |
| 16  | Robert Kubica       | Rit | 24  | Rit | Rit | 6   | 8   | 20  | 34  | Rit | 9   | Rit | 17  | 11  | 14    |
| 17  | Benito Guerra       |     |     | 6   |     |     |     |     |     |     |     |     | 18  |     | 8     |
| 18  | Chris Atkinson      |     |     | 7   |     |     |     |     |     |     | 10  |     |     |     | 7     |
| 19  | Pontus Tidemand     |     | 8   |     | 11  |     |     |     |     | 9   |     | 28  |     |     | 6     |
| 20  | Dennis Kuipers      |     |     |     |     |     |     |     |     | 8   |     | 11  |     |     | 4     |
| 21  | Jaroslav Melichárek | 8   |     |     |     |     | 19  |     |     | 14  |     |     |     |     | 4     |
| 22  | Nasser Al-Attiyah   |     |     |     | 9   | 10  | Rit |     |     | 17  | 11  |     | 10  | 17  | 4     |
| 23  | Lorenzo Bertelli    | 12  | 18  | 13  | 30  | 13  | 9   |     | Rit | 50  | 14  |     | Rit | 13  | 2     |
| 24  | Matteo Gamba        | 9   |     |     |     |     |     |     |     |     |     | Rit |     |     | 2     |
| 25  | Craig Breen         |     | 9   |     |     |     |     |     | Rit | NP  |     |     |     |     | 2     |
| 26  | Yuriy Protasov      | 10  | 15  | 10  | 31  | Rit | 13  |     | 43  | 11  | 13  | 16  | 11  | 20  | 2     |
| 27  | Jari Ketomaa        |     | 12  |     | 10  | 21  |     | 12  | 11  |     | 12  |     |     | 12  | 1     |
| 28  | Karl Kruuda         |     | 11  |     | 12  |     | 15  | Rit | 10  |     |     |     | 24  | 16  | 1     |
| 29  | Khalid Al Qassimi   |     | 16  |     | 13  |     | 10  |     |     |     |     |     | 15  |     | 1     |

| Colore  | Risultato             |
| ------- | --------------------- |
| Oro     | Vincitore             |
| Argento | 2º posto              |
| Bronzo  | 3º posto              |
| Verde   | Finito a punti        |
| Blu     | Finito senza punti    |
| Viola   | Ritirato (Rit)        |
| Viola   | Non classificato (NC) |
| Rosso   | Non qualificato (NQ)  |
| Nero    | Squalificato (SQ)     |
| Bianco  | Non partito (NP)      |
| Bianco  | Non ha gareggiato     |
| Bianco  | Infortunato (INF)     |
| Bianco  | Escluso (ES)          |
| Bianco  | Gara cancellata (C)   |

#### Classifica Costruttori WRC
| Pos | Costruttore                              | Numero vettura | MON | SWE | MEX | POR | ARG | ITA | POL | FIN | GER | AUS | FRA | ESP | GBR | Punti |
| --- | ---------------------------------------- | -------------- | --- | --- | --- | --- | --- | --- | --- | --- | --- | --- | --- | --- | --- | ----- |
| 1   | Volkswagen Motorsport                    | 1              | 1   | 5   | 1   | 1   | 2   | 1   | 1   | 2   | Rit | 1   | 11  | 1   | 1   | 447   |
| 1   | Volkswagen Motorsport                    | 2              | 4   | 1   | 2   | 8   | 1   | 3   | 5   | 1   | Rit | 2   | 1   | 2   | 8   | 447   |
| 2   | Citroën Total Abu Dhabi World Rally Team | 3              | 2   | 6   | Rit | Rit | 3   | 10  | 7   | 3   | Rit | 3   | 3   | 12  | 3   | 210   |
| 2   | Citroën Total Abu Dhabi World Rally Team | 4              | 3   | 3   | 8   | 3   | Rit | 2   | Rit | Rit | 6   | 10  | 7   | 4   | 6   | 210   |
| 3   | M-Sport World Rally Team                 | 5              | Rit | 4   | 7   | 2   | 9   | Rit | 4   | 5   | 5   | 4   | 5   | 3   | 2   | 208   |
| 3   | M-Sport World Rally Team                 | 6              | 5   | Rit | 4   | 9   | 7   | 5   | 35  | 7   | 4   | 7   | 6   | 10  | 5   | 208   |
| 4   | Hyundai Shell World Rally Team           | 7              | Rit | 9   | 3   | 6   | 5   | 9   | 3   | Rit | 1   | 6   | 8   | 6   | 4   | 187   |
| 4   | Hyundai Shell World Rally Team           | 8              | Rit | 7   | 6   | 7   | Rit | Rit | 6   | 6   | 2   | 9   | 4   | 5   | 11  | 187   |
| 5   | Volkswagen Motorsport II                 | 9              | 6   | 2   | 9   | 4   | 4   | 4   | 2   | 4   | 3   |     | 2   | 7   | Rit | 133   |
| 6   | Jipocar Czech National Team              | 21             | Rit | Rit | 5   | 5   | 8   | 6   | 9   | Rit | 7   |     | 10  | 8   | 8   | 49    |
| 7   | Hyundai Motorsport N                     | 20             |     |     |     | Rit |     | 8   | 8   | 8   | Rit | 5   | 9   | 9   | 9   | 28    |
| 8   | RK M-Sport World Rally Team              | 14             | Rit | 8   | Rit | Rit | 6   | 7   | 10  | 9   | Rit | 8   | Rit | 11  | 10  | 26    |

| Colore  | Risultato             |
| ------- | --------------------- |
| Oro     | Vincitore             |
| Argento | 2º posto              |
| Bronzo  | 3º posto              |
| Verde   | Finito a punti        |
| Blu     | Finito senza punti    |
| Viola   | Ritirato (Rit)        |
| Viola   | Non classificato (NC) |
| Rosso   | Non qualificato (NQ)  |
| Nero    | Squalificato (SQ)     |
| Bianco  | Non partito (NP)      |
| Bianco  | Non ha gareggiato     |
| Bianco  | Infortunato (INF)     |
| Bianco  | Escluso (ES)          |
| Bianco  | Gara cancellata (C)   |

#### Classifica Piloti WRC-2
| Pos | Pilota                | MON | SWE | MEX | POR | ARG | ITA | POL | FIN | GER | AUS | FRA | ESP | GBR | Punti |
| --- | --------------------- | --- | --- | --- | --- | --- | --- | --- | --- | --- | --- | --- | --- | --- | ----- |
| 1   | Nasser Al-Attiyah     |     |     |     | 1   | 1   | Rit |     |     | 5   | 1   |     | 1   | 6   | 118   |
| 2   | Jari Ketomaa          |     | 2   |     | 2   | 11  |     | 2   | 2   |     | 2   |     |     | 1   | 115   |
| 3   | Lorenzo Bertelli      | 2   | 6   | 2   |     | 4   | 1   |     |     |     | 4   |     |     | 2   | 111   |
| 4   | Yuriy Protasov        | 1   | 5   | 1   | 14  | Rit | 3   |     |     |     | 3   |     |     |     | 90    |
| 5   | Karl Kruuda           |     | 1   |     | 4   |     | 4   | Rit | 1   |     |     |     | 7   | 5   | 90    |
| 6   | Ott Tänak             |     |     | 4   |     | 8   | 8   | 1   | 3   | 2   | Rit |     |     |     | 78    |
| 7   | Pontus Tidemand       |     |     |     | 3   |     |     |     |     | 1   |     | 4   |     |     | 52    |
| 8   | Bernardo Sousa        |     |     |     | 5   |     | 5   | 5   |     | Rit |     | 2   | Rit | Rit | 48    |
| 9   | Nicolás Fuchs         |     |     | 6   | 12  | 2   | Rit | 6   |     |     |     |     | 5   | 9   | 46    |
| 10  | Valeriy Gorban        |     | 7   |     | 8   |     | 15  | 4   | 7   |     |     |     | 6   | 7   | 36    |
| 11  | Yazeed Al-Rajhi       |     | 4   |     |     | NP  | Rit | 3   | 4   |     | Rit |     |     |     | 39    |
| 12  | Robert Barrable       | 3   |     |     | 6   |     |     |     |     |     |     |     | 3   |     | 38    |
| 13  | Max Rendina           | 5   | NP  | 3   | 13  | 13  | 12  | 8   |     |     | 6   |     |     |     | 37    |
| 14  | Quentin Gilbert       |     |     | Rit |     | Rit | 6   |     |     |     |     | 1   |     | 8   | 37    |
| 15  | Sébastien Chardonnet  |     |     |     |     |     | 2   | 11  | Rit | Rit |     | 3   | Rit |     | 33    |
| 16  | Julien Maurin         | Rit |     |     | Rit |     | Rit |     |     | 4   |     |     | 2   |     | 30    |
| 17  | Armin Kremer          | 4   |     |     |     |     |     |     |     | 3   |     |     |     |     | 27    |
| 18  | Jourdan Serderidis    | 6   | Rit |     |     |     |     | 9   |     |     | Rit | 7   | 8   | 10  | 21    |
| 19  | Juan Carlos Alonso    |     |     |     | 15  | 7   | 9   | 10  | 6   |     |     |     | Rit |     | 17    |
| 20  | Abdulaziz Al-Kuwari   |     |     | NP  | 7   | 5   | Rit |     |     |     |     |     |     |     | 16    |
| 21  | Jarosław Kołtun       |     |     |     |     |     |     | 7   |     |     |     | 5   |     | 12  | 16    |
| 22  | Diego Domínguez       |     |     |     |     | 3   |     |     |     |     |     |     |     |     | 15    |
| 23  | Fredrik Åhlin         |     | 3   |     | Rit |     |     |     |     |     |     |     |     |     | 15    |
| 24  | Matthew Wilson        |     |     |     |     |     |     |     |     |     |     |     |     | 3   | 15    |
| 25  | Gianluca Linari       |     | 8   | 5   |     | 12  | 11  |     |     |     |     |     |     |     | 14    |
| 26  | Thomas Cave           |     |     |     |     |     |     |     |     |     |     |     |     | 4   | 12    |
| 27  | Subhan Aksa           |     |     |     | 9   |     |     |     |     |     | 5   |     |     |     | 12    |
| 28  | Benito Guerra         |     |     |     |     |     |     |     |     |     |     |     | 4   |     | 12    |
| 29  | Eyvind Brynildsen     |     |     |     |     |     |     |     | 5   |     |     |     |     |     | 10    |
| 30  | Miguel Angel Zaldivar |     |     |     |     | 6   |     |     |     |     |     |     |     |     | 8     |
| 31  | Augusto Bestard       |     |     | 7   |     | 9   |     |     |     |     |     |     |     |     | 8     |
| 32  | Rashid Al Ketbi       |     |     |     | 11  |     |     | Rit |     | 6   |     |     |     |     | 8     |
| 33  | Johan Heloise         |     |     |     |     |     |     |     |     |     |     | 6   |     |     | 8     |
| 34  | Martin Kangur         |     |     |     | 10  |     | 7   | Rit |     |     |     |     |     | Rit | 7     |
| 35  | Martin McCormack      |     |     |     | Rit |     | Rit |     |     | 7   |     | Rit |     | Rit | 6     |
| 36  | Ramón Torres          |     |     |     |     | 10  | 10  | 12  |     |     |     |     |     |     | 2     |

| Colore  | Risultato             |
| ------- | --------------------- |
| Oro     | Vincitore             |
| Argento | 2º posto              |
| Bronzo  | 3º posto              |
| Verde   | Finito a punti        |
| Blu     | Finito senza punti    |
| Viola   | Ritirato (Rit)        |
| Viola   | Non classificato (NC) |
| Rosso   | Non qualificato (NQ)  |
| Nero    | Squalificato (SQ)     |
| Bianco  | Non partito (NP)      |
| Bianco  | Non ha gareggiato     |
| Bianco  | Infortunato (INF)     |
| Bianco  | Escluso (ES)          |
| Bianco  | Gara cancellata (C)   |

#### Classifica Piloti WRC-3
| Pos | Pilota              | MON | SWE | MEX | POR | ARG | ITA | POL | FIN | GER | AUS | FRA | ESP | GBR | Punti |
| --- | ------------------- | --- | --- | --- | --- | --- | --- | --- | --- | --- | --- | --- | --- | --- | ----- |
| 1   | Stéphane Lefebvre   |     |     |     | 1   |     |     | 1   | 8   | 1   |     | SQ  |     |     | 79    |
| 2   | Alastair Fisher     |     |     |     | Rit |     |     | 2   | 5   | 4   |     | SQ  |     | 1   | 65    |
| 3   | Martin Koči         |     |     |     | 3   |     |     | 4   | 2   | Rit |     | SQ  |     | 2   | 63    |
| 4   | Quentin Giordano    |     |     |     | 10  |     |     | 3   | 3   | 3   |     | SQ  |     | 6   | 54    |
| 5   | Christian Riedemann |     |     |     | 2   |     |     | 5   | NP  | 2   |     | NP  |     |     | 46    |
| 6   | Molly Taylor        |     |     |     | 8   |     |     | 8   | 4   |     |     |     |     | 4   | 32    |
| 7   | Simone Tempestini   |     |     |     | 6   |     |     | Rit | 6   | 5   |     | Rit |     | Rit | 26    |
| 8   | Teemu Suninen       |     |     |     |     |     |     |     | 1   |     |     |     |     |     | 25    |
| 9   | Quentin Gilbert     | 1   |     |     |     |     |     |     |     |     |     |     |     |     | 25    |
| 10  | Mohamed Al-Mutawaa  |     |     |     |     |     |     |     |     | Rit |     |     | 1   |     | 25    |
| 11  | Aron Domżała        |     |     |     | Rit |     |     | 7   | 7   |     |     | SQ  |     | 5   | 22    |
| 12  | Federico della Casa |     |     |     | 4   |     |     | 9   | 9   | Rit |     |     |     |     | 16    |
| 13  | Kornél Lukács       |     |     |     | 12  |     |     | 6   | Rit | 6   |     | Rit |     |     | 16    |
| 14  | Henri Haapamäki     |     |     |     |     |     |     |     |     |     |     |     |     | 3   | 15    |
| 15  | Simone Campedelli   |     |     |     | 5   |     |     | NP  |     |     |     |     |     |     | 10    |
| 16  | Jan Černý           |     |     |     | 7   |     |     |     |     |     |     |     |     |     | 6     |
| 17  | Panikos Polykarpou  |     |     |     | 9   |     |     | Rit |     |     |     |     |     |     | 2     |
| Pos | Co-Pilota           | MON | SWE | MEX | POR | ARG | ITA | POL | FIN | GER | AUS | FRA | ESP | GBR | Punti |

| Colore  | Risultato             |
| ------- | --------------------- |
| Oro     | Vincitore             |
| Argento | 2º posto              |
| Bronzo  | 3º posto              |
| Verde   | Finito a punti        |
| Blu     | Finito senza punti    |
| Viola   | Ritirato (Rit)        |
| Viola   | Non classificato (NC) |
| Rosso   | Non qualificato (NQ)  |
| Nero    | Squalificato (SQ)     |
| Bianco  | Non partito (NP)      |
| Bianco  | Non ha gareggiato     |
| Bianco  | Infortunato (INF)     |
| Bianco  | Escluso (ES)          |
| Bianco  | Gara cancellata (C)   |